# Lekeryds församling
Lekeryds församling är en församling inom Södra Vätterbygdens kontrakt i Växjö stift inom Svenska kyrkan och ligger i Jönköpings kommun. Församlingen utgör ett eget pastorat. 
Församlingskyrkor är Lekeryds kyrka, Svarttorps kyrka och Järsnäs kyrka.

## Administrativ historik
Församlingen har medeltida ursprung.
Församlingen utgjorde tidigt ett eget pastorat för att sedan från omkring 1500 till 1962 vara annexförsamling i pastoratet Svarttorp och Lekeryd. Från 1962 var församlingen moderförsamling i pastoratet Lekeryd, Svarttorp och Järsnäs. År 2006 uppgick Svarttorps och Järsnäs församlingar i församlingen.

## Areal
Lekeryds församling omfattade den 1 januari 1976 en areal av 70,5 kvadratkilometer, varav 67,8 kvadratkilometer land.